# Geezer Butler
Terence Michael Joseph "Geezer" Butler, född 17 juli 1949 i Aston, Birmingham, England, är en brittisk musiker, mest känd som basist och originalmedlem i heavy metal-bandet Black Sabbath. Han har även spelat i GZR och Heaven and Hell.

## Biografi
I tonåren spelade Butler i ett band som hette Rare Breed tillsammans med sångaren Ozzy Osbourne. Efter att det bandet hade upplösts bildade han tillsammans med Ozzy Osbourne, Tony Iommi och Bill Ward bandet Polka Tulk som senare bytte namn till Earth. Butler spelade från början gitarr, men bytte till att spela elbas, dels för att det inte fanns någon basist i bandet, dels för att Tony Iommi vägrade att ha två gitarrister i bandet. 
Efter ett tag bytte Earth namn till Black Sabbath efter att ha blivit förväxlade med ett annat band som hette Earth. Butler skrev det mesta av Black Sabbaths texter, som ofta handlade om ämnen som tog upp det ockulta och övernaturliga. Butler bidrog med sin tunga och distade spelstil till att skapa det råa och blytunga sound som kännetecknar Black Sabbath.
Butler är speltekniskt skicklig och lyckas ofta ta fram kreativa basgångar vilka mest, som de flesta basgångar inom rockmusik, ligger inom den pentatoniska skalan. Han spelar vanligtvis med fingrarna men i vissa låtar (exempelvis "Never Say Die") använder han plektrum. I och med att Black Sabbath är ett band bestående av enbart två stränginstrument tar hans basspel ganska mycket plats. Butler och Iommi "flätar" in i varandras spel, ofta genom anslag på olika takter.
Butler har spelat med Black Sabbath i flera omgångar: 1969–1985, 1991–1994, 1997–2006 och 2011–2017. Han har använt en rad olika basgitarrer: Fender Jazzbas, Fender Precisionbas, Rickenbacker 4001, Dan Armstrong (Ampeg) Lucite bass, BC Rich the Wawe och Alembic.

## Diskografi, solo
- 1995 – Plastic Planet
- 1997 – Black Science
- 2005 – Ohmwork